# Konrad Krauss

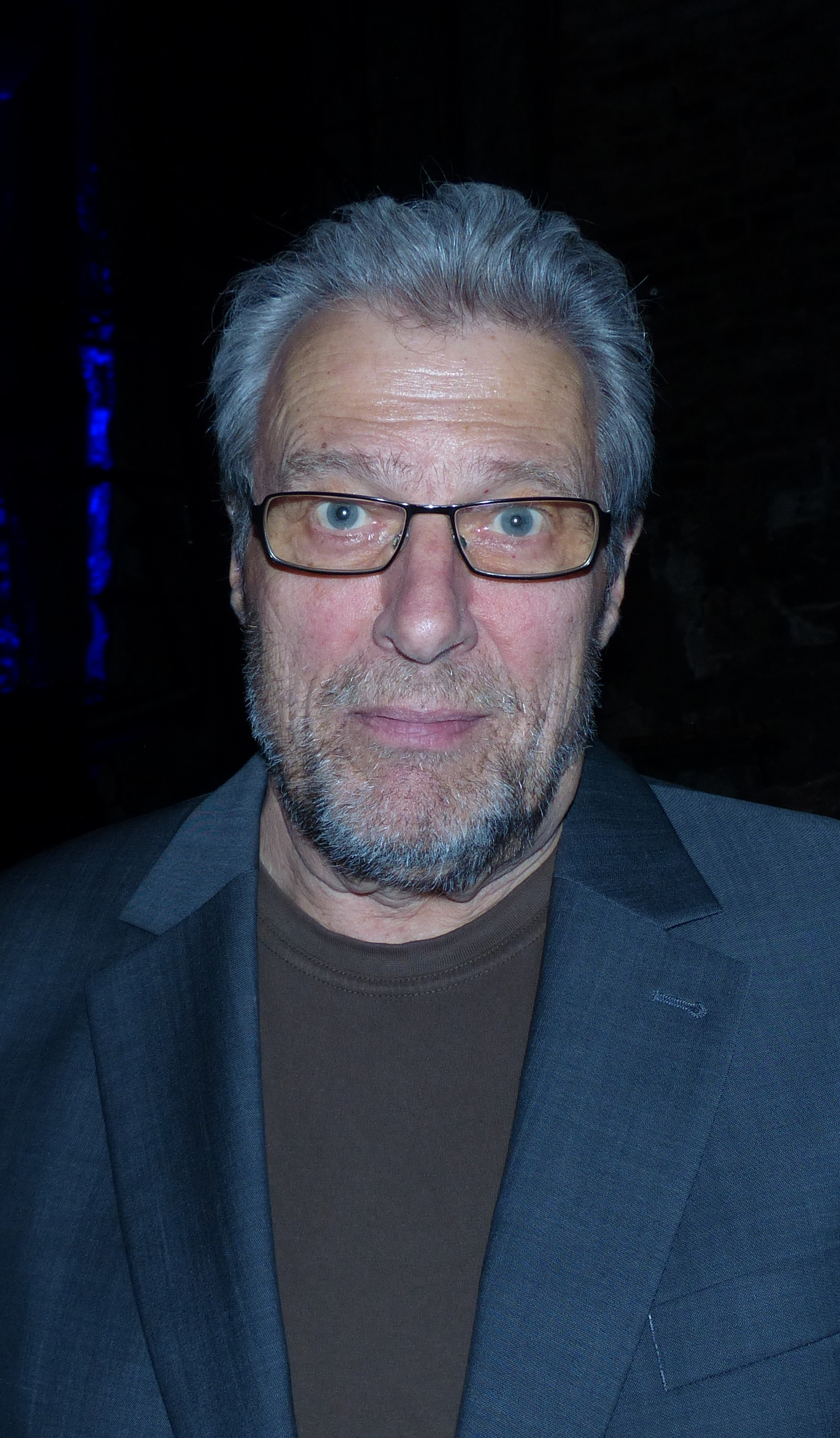
Konrad Krauss, 18. Jahre Verbotene Liebe Party, Düsseldorf, 2013

Konrad Kraus (Wilhelmshaven, 30 mei 1938) is een Duitse acteur.
Kraus studeerde Acteren en Muziek aan de Staatlichen Hochschule für Musik in Hamburg. In de jaren zestig was hij te zien in de Duitse speelfilm Faust. Naast zijn televisierollen in onder andere Tatort, Großstadtrivier en Peter Strohm was hij ook te zien in verschillende toneelstukken. Sinds de eerste aflevering is Konrad te zien als Arno Brandner in de Duitse soapserie Verbotene Liebe. Tussen 2009 en 2010 maakte hij een tijdelijke onderbreking.
Zijn collega Uwe Friedrichsen, met wie hij vroeger veel samenwerkte, speelde in december 2006 een gastrol in Verbotene Liebe. Naast zijn acteerwerk is hij ook bekend door zijn nasychronisatie. Na de dood van acteur Herbert Bottlicher zou hij zijn rol overnemen in het toneelstuk Gigi.
- Gemeinsame Normdatei: 1061849511
- International Standard Name Identifier: 0000 0001 3311 0239
- MusicBrainz: 85718fad-f311-4a49-b54b-e478c1584582
- Système universitaire de documentation: 255595271
- Virtual International Authority File: 17871579